# Famiclón
Famiclón es un nombre mundial para clones de Nintendo Entertainment System (NES, conocido en Japón como Family Computer o Famicom). Después de la popularidad y longevidad del sistema se han visto muchos clones de estas consolas. Estos clones se denominan coloquialmente «famiclones» (un acrónimo de "Famicom" y "clon") por el uso de cartuchos de 60 pines usados en famicom, y en su mayoría se copiaban los juegos japoneses, o family game (en los países del sur de Sudamérica) y FC game en Japón, son dispositivos de hardware electrónico diseñados para imitar el funcionamiento y reproducción de juegos diseñados para el NES y el Famicom. Cientos de clones no autorizados y copias sin licencia se han puesto a disposición desde el apogeo de la popularidad de NES a finales de los años 1980. La tecnología empleada en tales clones ha evolucionado a lo largo de los años: mientras que los clones más antiguos tienen una placa de circuito impreso o circuitos integrados de terceros (IC), clones más recientes (posteriores a 1996) utilizan diseños de chip único, con un ASIC personalizado que simula la funcionalidad del hardware original, y a menudo con uno o más juegos incluidos. Muchos de los dispositivos se originan en países asiáticos especialmente en China, Taiwán, India, el Sudeste Asiático (predominantemente en Tailandia, Indonesia, Malasia y Filipinas) y, en menor medida, Corea del Sur.
En algunos lugares, especialmente en Sudamérica, Sudáfrica, los antiguos países del Bloque del Este y la antigua Unión Soviética, donde el NES nunca fue lanzado oficialmente por Nintendo, tales clones fueron los únicos sistemas de juegos de consola fácilmente disponibles. Tal fue el caso del Dendy Junior, un clon de NES particularmente exitoso que alcanzó una gran popularidad en Rusia y las ex repúblicas soviéticas a principios de los años 1990. En otros lugares, tales sistemas incluso podrían encontrarse junto con el hardware oficial de Nintendo ocasionalmente, provocando una acción legal rápida frecuentemente. La mayoría de estos primeros sistemas fueron similares a los de NES o Famicom, no solo en funcionalidad, sino también en apariencia, frecuentemente con poco más que un nuevo nombre y logotipo en lugar de la marca de Nintendo. Por el contrario, en la antigua Yugoslavia los clones de NES a menudo se parecieron visualmente al Sega Mega Drive, junto con el logotipo de Sega.
Pocos de estos sistemas se comercializan abiertamente como compatibles con NES. Algunas de las capturas incluyen capturas de pantalla de sistemas más recientes y poderosos, que están adornados con citas engañosas, o incluso potencialmente falsas, como tecnología de videojuegos definitiva o sonido digital nítido, colores múltiples y gráficos 3D avanzados. Algunos fabricantes optan por un enfoque menos engañoso, describiendo el sistema genéricamente como un "TV game", "8 bits console", sistema de juegos múltiples, o Plug & Play, pero incluso estos ejemplos generalmente no dicen nada que sugiera compatibilidad con el hardware de NES.
Actualmente, la idea de Famiclón se ha actualizado con la creación de versiones clonadas de consolas más modernas, como puede ser la Xbox, la Xbox 360, la Nintendo Gamecube, PlayStation 2 o la PlayStation 3.

## Patentes de Nintendo
El momento de algunas de las patentes de Nintendo en la consola de juegos Famicom expiró en el 2003 y en el 2005, la expiración de la patente para el chip de bloqueo 10nes. Adicionalmente, aunque Nintendo aún tiene algunas marcas comerciales relacionadas con NES, la producción y venta de clones de hardware NES ya no es una violación de los derechos de autor de Nintendo. Esta cuestión se vuelve difícil por el hecho de que en diferentes países la validez de las patentes es diferente. En el 2005, aunque la patente ha caducado, Nintendo entabló una demanda contra Gametech por la venta del PocketFami y perdió el reclamo. Los productores de clones que integran juegos protegidos por derechos de autor en sus dispositivos, o lanzan juegos en cartuchos, pueden ser llamados violadores de leyes, como los juegos pueden pertenecer a sus titulares de derechos; las patentes de muchos juegos se pueden emitir durante 95 años desde el lanzamiento del juego.

### Lista de patentes
| Patentes en utilidad - Patente USPTO n.º 4,687,200 - Patente USPTO n.º 4,799,635 - Patente USPTO n.º 5,070,479 - Patente USPTO n.º 5,207,426 - Patente USPTO n.º 5,426,762 | Patentes de diseño - Patente USPTO n.º D376,826 - Patente USPTO n.º D376,795 - Patente USPTO n.º D377,488 - Patente USPTO n.º D379,832 - Patente USPTO n.º D381,628 - Patente USPTO n.º D382,868 |

## títulos de juegos
Dado que ninguno de estos clones sin licencia contiene el chip de autenticación 10NES, la mayoría es capaz de ejecutar juegos que un modelo oficial de NES no ejecutaría. Además, muchos clones modernos de NES vienen con una selección de juegos incorporada, generalmente almacenados en una ROM interna que puede variar desde 128 KB hasta varios megabytes de tamaño.
Estos juegos incorporados generalmente están diseñados para complementar, en lugar de reemplazar, la ranura de cartucho tradicional, aunque algunos dispositivos omiten dicha ranura por completo, lo que permite jugar solo los juegos incorporados. Los números típicos para los juegos "distintos" incorporados van desde un mínimo de tres hasta un máximo de cincuenta o cien juegos para productos más caros. La cantidad de "juegos distintos" es importante porque, si bien muchos clones de NES afirman tener miles de juegos incorporados, la mayoría de estos juegos no son más que hacks que permiten al jugador comenzar el mismo juego en diferentes niveles o con diferentes números de vidas.
Los juegos suelen ser copias directas sin licencia de los títulos de juegos oficiales de NES y Famicom, generalmente con la información de derechos de autor eliminada y, a veces, con otros cambios menores. Los juegos más comúnmente encontrados en los clones de NES son generalmente juegos por debajo de 64 K de tamaño de ROM y que se pueden dividir fácilmente en distintos subjuegos o niveles. los más comunes son: Track & Field y Circus Charlie están presentes en un gran porcentaje de clones de NES, generalmente ampliados para contar como 6 o 7 juegos "distintos" cada uno. Duck Hunt (a menudo con su modo de disparo de arcilla que se muestra como un juego separado) también es una característica común de los clones de NES, ya que justifican la existencia del accesorio de pistola de luz. Otras opciones populares, aunque menos comunes, son los hacks de Super Mario Bros., Excitebike, Tetris, Magic Jewelry (un clon sin licencia de Columns), títulos deportivos más antiguos y juegos de plataformas misceláneos. Además, algunos clones incorporan juegos que aunque inicialmente pueden parecer originales, en realidad son copias falsificadas que presentan amplias modificaciones gráficas (ya veces de audio). Ejemplos de esto incluyen UFO Race, basado en F-1 Race de Nintendo, Pandamar (también conocido simplemente como Panda), basado en Super Mario Bros., Ladangel, basado en Challenger de Hudson Soft y UFO Shoot, basado en Duck Hunt.
Sin embargo, algunos sistemas incluyen juegos con licencia legal; por ejemplo, los 15 juegos integrados de Rumble Station tienen licencia de Color Dreams, y Q-Boy de Sachen incluye solo sus propios títulos originales. Un número creciente de clones recientes, como los comercializados por Technologies en los Estados Unidos, contienen una gran cantidad de juegos originales creados por desarrolladores homebrew en China.

## Tipos de famiclones
Como los clones de NES no tienen licencia oficial, varían en áreas como la calidad del hardware, los juegos disponibles y el rendimiento general. Muchos de los clones se producen a un precio sumamente bajo, mientras que algunos de ellos son comparables con el hardware de primera mano en términos de calidad de fabricación. En términos de apariencia y construcción básica, hay cuatro tipos generales de clones:

### Tipo de consola

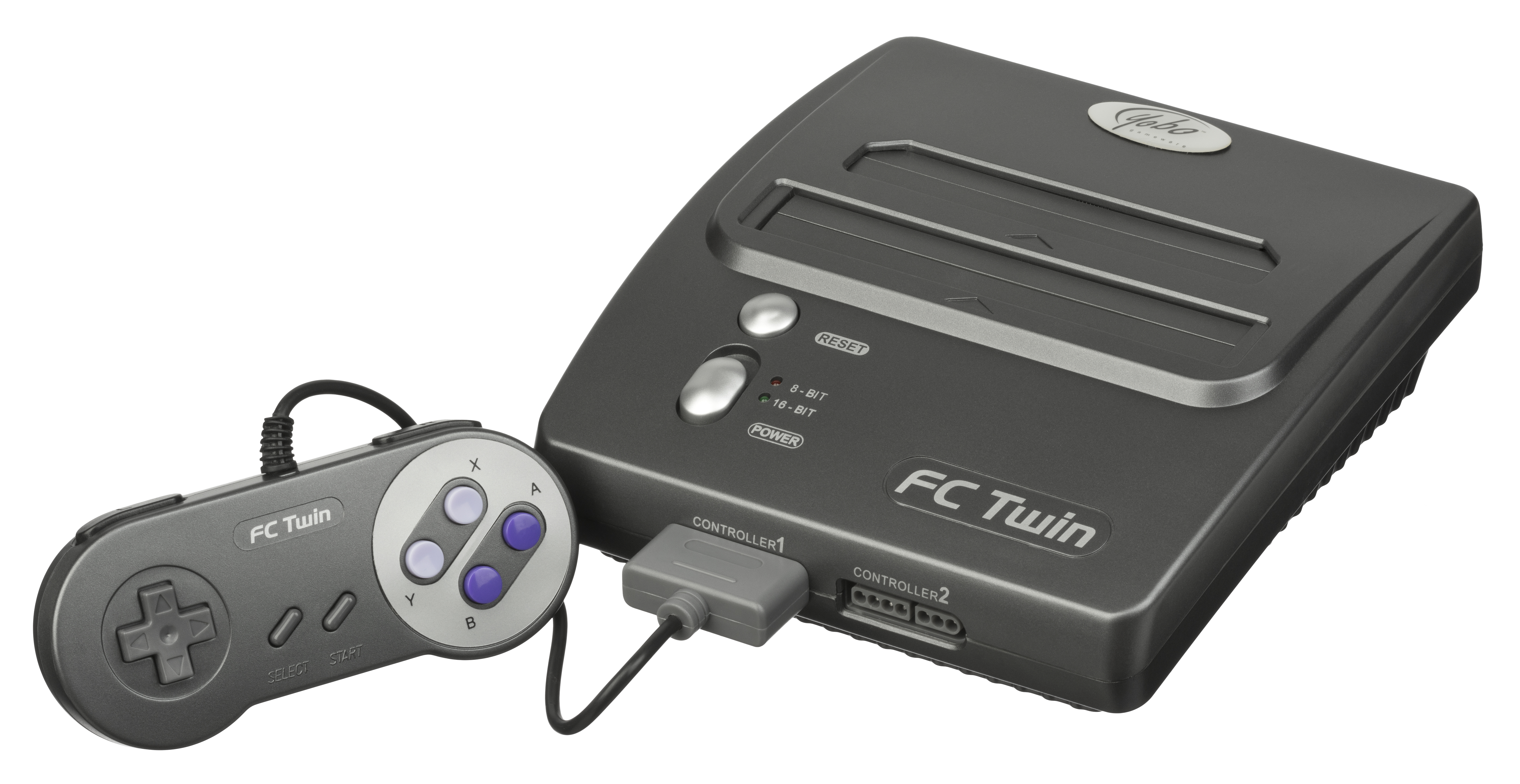
Un ejemplo de sistema de clonación multi-consola: el FC Twin, diseñado para parecerse a un SNES-101. Este sistema de clonación puede reproducir cartuchos NES y SNES.

Por lo general, es fácil distinguir a un Famiclón del hardware verdadero que imita por la presencia de colores alternos, nombres de marcas que no coinciden con las consolas verdaderas o una construcción débil. Los clones de tipo consola casi siempre usan cartuchos, y son compatibles generalmente con los juegos reales de Famicom (60 pines) o NES (72 pines), como también cartuchos hechos a medida (especialmente multi-cartuchos no autorizados que contienen una gran cantidad de juegos a diferencia de uno solo, que se incluyen frecuentemente con clones de tipo consola). Los famiclones de tipo consola son los más populares en Asia, partes de Europa y América Latina, con pocos vendidos activamente en América del Norte ante una mayor aplicación de los derechos de autor en los juegos empaquetados típicamente con un Famiclón y de las patentes de diseño en las consolas imitadas.

### Videoconsola múltiple
Consolas como Retron 3, incluyen compatibilidad múltiple de consolas en un clon.

### Tipo portátil

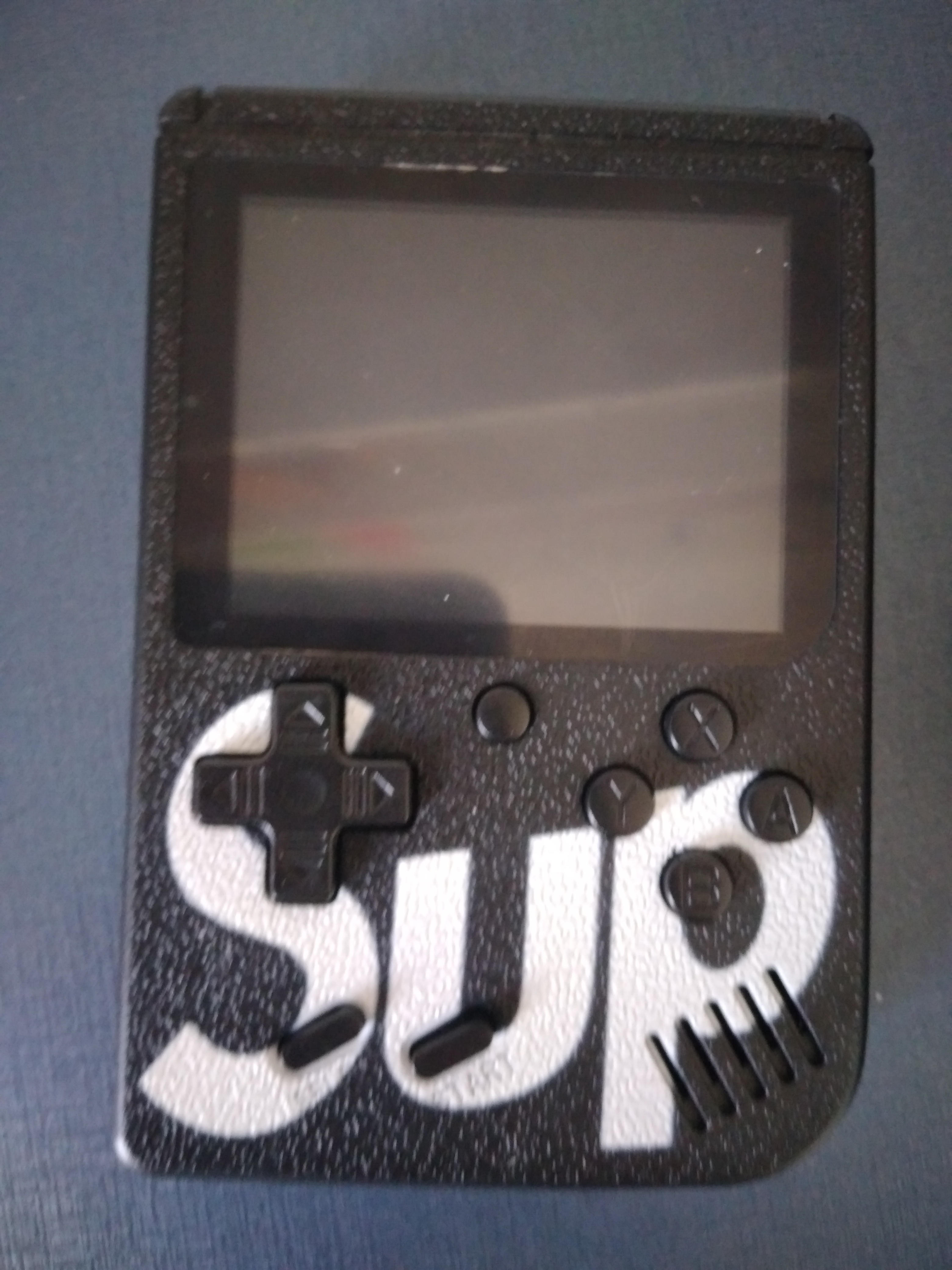
Sup game box, una famiclón portátil. Nótese que copia el logotipo de Supreme

Contienen una pantalla LCD incorporada y generalmente funcionan con baterías, por lo que actúan como una consola portátil.
Uno de los primeros clones de mano es el Top Guy, aunque solo se sabe que hay una menor cantidad de ellos. La más ampliamente distribuida fue la Game Axe (Redant), fabricada en varias revisiones hasta los 90. El Game Theory Admiral, tuvo una pantalla TFT reforzada y se pareció mucho al Game Boy Advance o Wintech GOOD BOY, que no debe confundirse con un clon de Famicom también llamado Good Boy, con un aspecto de diseño como Game Boy Color. Sin embargo, este diseño más pequeño incluye un puerto de cartucho más pequeño; se suministró un adaptador para permitir el uso de cartuchos estándar Famicom con el sistema.
Uno de los más recientes es el PocketFami (de Gametech), el primero en ser activamente comercializado como una Famicom portátil por sus fabricantes, y uno de los más distribuidos ampliamente gracias al nuevo estado legal de los productos de clonación de Famicom.
Igualmente, hay una serie de familias con la forma de un Game Boy o similar, pero que sólo pueden mostrar juegos de NES/Famicom en un televisor y tienen un sencillo juego de LCD en el área de la pantalla. Tal ejemplo es el clon de NES GameKids Advance, que se asemeja a un Game Boy Advance anterior, y tiene un juego de LCD incorporado, alimentado por un par de pilas AA, o el adaptador de corriente alterna incluido. Sin embargo, los juegos de NES sólo se pueden reproducir en un televisor usando el mismo. Utiliza un cartucho de juego similar a los de un Game Boy/Game Boy Color y también incluye un adaptador para jugar juegos de NES.

#### PocketFami
PocketFami, apodado Pocket Famicom (aunque los fabricantes nunca usaron este nombre pues Famicom es una marca comercial de Nintendo) y Pokefami (ポ ケ フ ァ ミ) es un clon de hardware portátil no autorizado de Famicom producido por GameTech y lanzado en el 2004.
PocketFami presenta un D-pad estándar y seis botones: los cuatro botones estándar de NES (A, B, seleccionar e iniciar) y dos botones "turbo" adicionales. Tiene una pantalla LCD retroiluminada LCD de 2,5 pulgadas capaz de mostrar video NTSC y PAL. Tiene un conector para auriculares, un conector de salida compuesto RCA y se puede alimentar con 3 pilas AA o con un adaptador de CA. A raíz del diseño distinto de clavijas de cartucho del Famicom japonés (60 clavijas) y el NES internacional (72 clavijas), los cartuchos internacionales (norteamericanos, australianos y europeos) no se pueden reproducir sin un convertidor adicional.
Nintendo demandó a GameTech por la producción del famiclón mencionado, alegando que definitivamente el dispositivo violó sus patentes sobre el hardware de Famicom. Los tribunales fallaron a favor de GameTech y permitieron la venta del dispositivo en Japón, pues la Famicom original se vendió por primera vez en 1983 y muchas de las patentes esenciales de Nintendo sobre el sistema habían expirado.

### Tipo Plug and Play

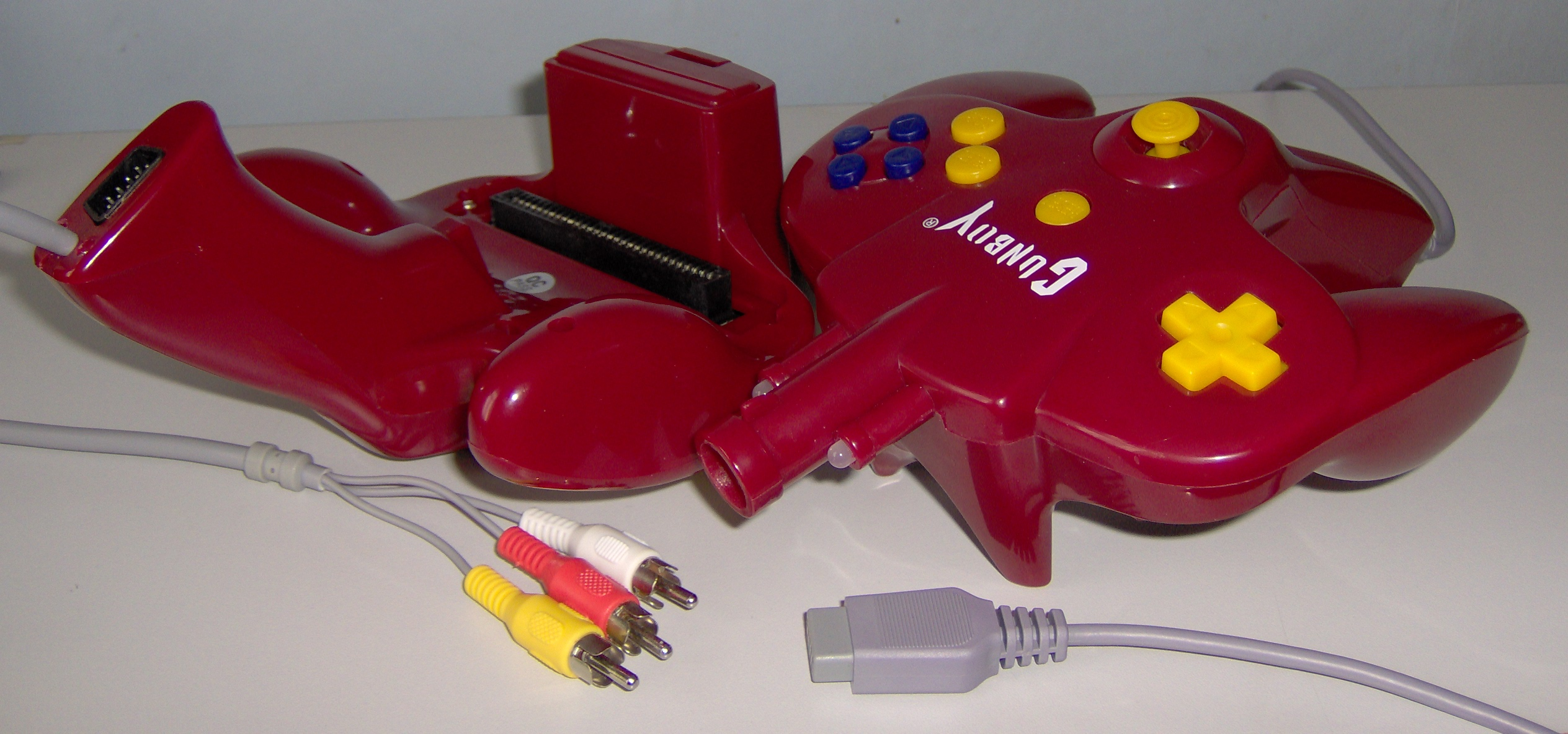
Two-player Gunboy set

Este tipo de clon de hardware, popular en Norteamérica y Europa occidental, anda diseñado para contener todo el hardware de la consola en la forma de un controlador de consola de juegos normal, generalmente los de Nintendo 64. Apodado NES-on-a-chip por su hardware miniaturizado sumamente (vinculado al NES original), estos controladores generalmente evitan o por lo menos minimizan la interfaz de un cartucho de juego a favor de almacenar juegos directamente en chips de memoria interna. A menudo pueden funcionar con batería y con alimentación de corriente alterna, lo que los hace populares para el uso portátil. Estos clones se han vuelto especialmente populares en los Estados Unidos gracias a la nueva moda de TV-Games de vender juegos de arcade clásicos legalmente emulados en un controlador de apariencia tradicional. (Los juegos de Atari son especialmente comunes). Los clones de controladores generalmente se pueden encontrar en mercados de pulgas, quioscos de centros comerciales o tiendas de juguetes independientes, y la gran mayoría de quienes los venden o los compran, desconocen definitivamente o no les importa que estén hechos ilegalmente. En Brasil, este tipo de consola se comercializa con el nombre GunBoy.

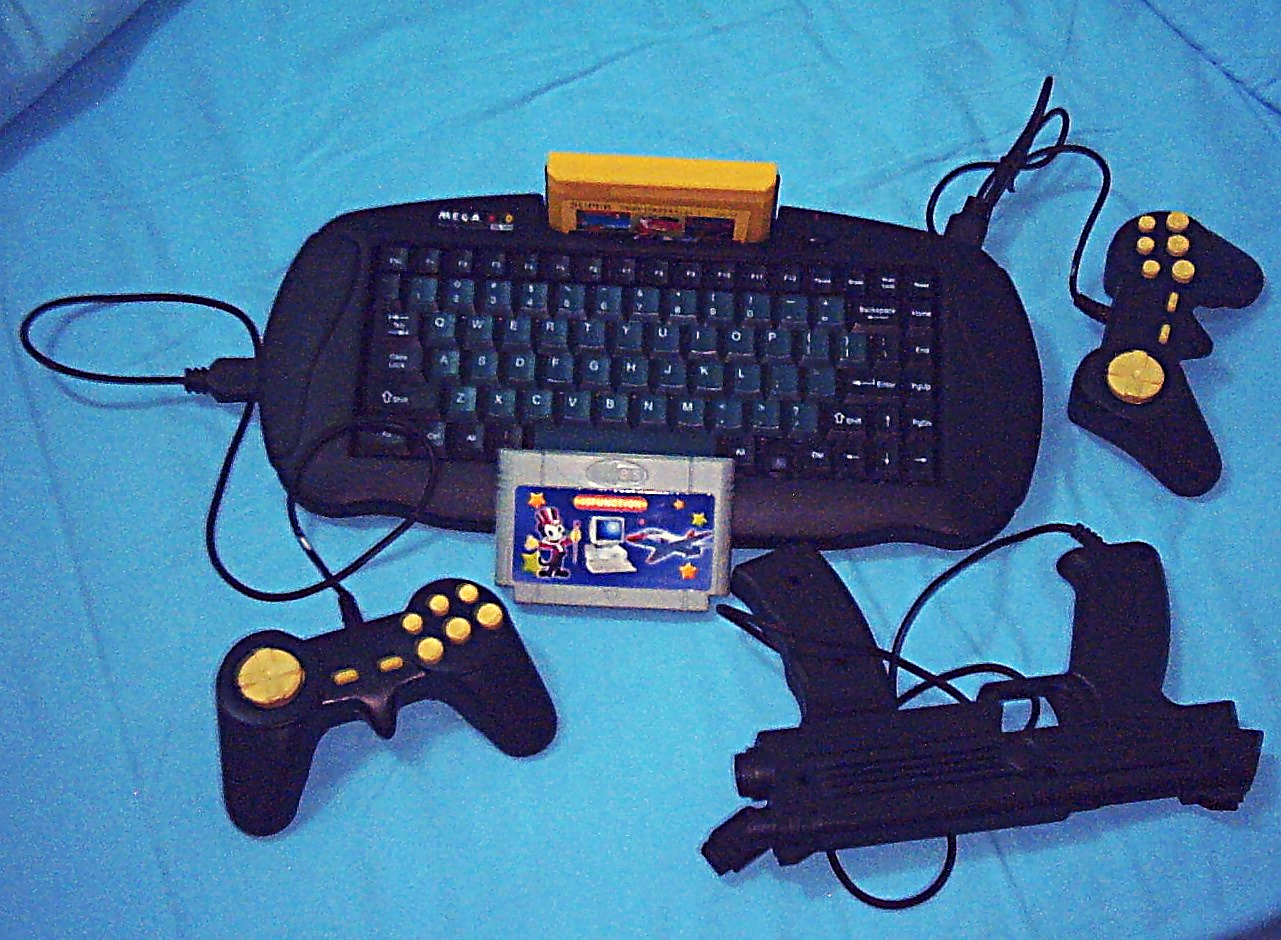
Mega Kid MK-1000 tambien conocida como rey de leopardo

### Tipo computadora
Éstos andan diseñados para parecerse a las computadoras domésticas de los 80, los teclados modernos o el kit BASIC real de Famicom. Por lo general, estos consisten en el mismo hardware NOAC, pero se colocan dentro de un teclado en vez de una consola. Por lo general, se suministran con un cartucho que contiene algo de software simulando un sistema operativo Windows 95 con temática educativa, como un procesador de texto simple y una versión de BASIC (los más frecuentes son G-BASIC, una versión falsificada del Family BASIC, y F-BASIC, una versión original pero más limitada), y ciertos juegos "educativos" de mecanografía y matemáticas. Algunos de ellos hasta incluyen un mouse de computadora y una interfaz de estilo GUI. Aunque la interfaz es similar al teclado Family BASIC de Nintendo, los teclados clon generalmente no son totalmente compatibles con el software oficial (y viceversa) a raíz de los diferentes diseños de teclas.

### Super Game VCD 300
ciertos modelo de reproductor de video VCD/DVD fabricados en china,de bajos costos basados en el SunPlus/Rolsen chipset. incluían puertos db9 para controles de famiclon, dependiendo del modelo se incluía un disco con ciertos juegos de Famicom, fueron muy comunes en Latinoamérica y Asia, muchos tenían apariencia de reproductores genéricos, otros eran reproductores portátilesy otros intentaban imitar a la PlayStation

### Digital ez LG
En algunos países de América del Sur, América Central, Asia y Europa del Este, durante los años 2000s al 2010, la empresa coreana LG incorporó  sus televisores CRT y algunos televisores LCD un menú de videojuegos que en realidad eran juegos de NES modificados para eludir infracciones de derechos de autor, el desarrollo esta vinculado a un grupo de fabricantes de famiclones llamados Open Corp.

## Famiclones de Post-patentes

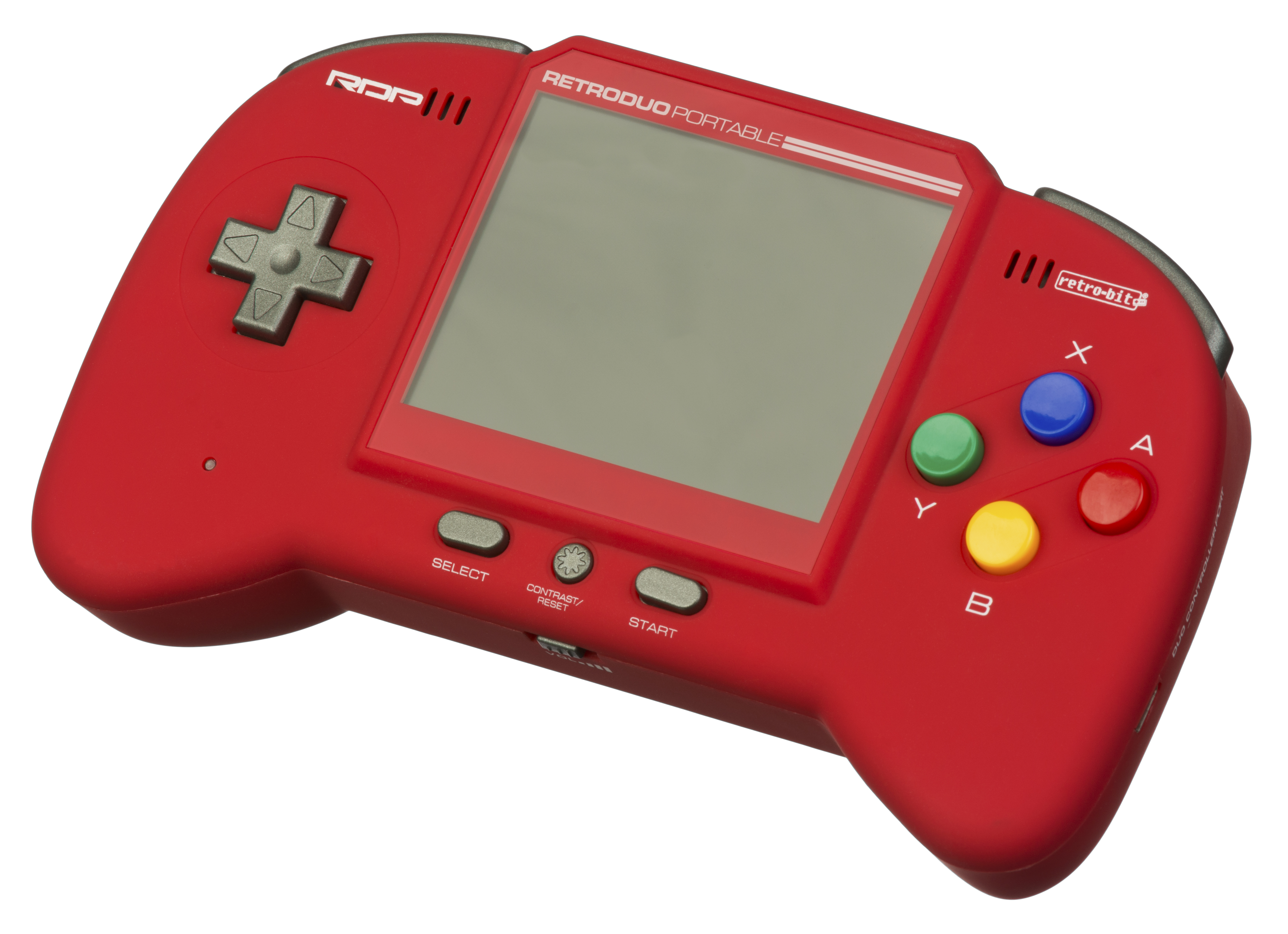
La Retro Duo Portable, uno de los más recientes famiclones hecho para mercados americanos.

Algunas de las patentes de Nintendo sobre el Famicom expiraron en el 2003, seguidas en el 2005 por patentes específicas de NES, como las que cubren el chip de bloqueo 10NES. Aunque Nintendo todavía tiene varias marcas comerciales relacionadas, los clones de hardware de NES ya no son necesariamente ilegales por infracción de patente. Este asunto se complica por el efecto de diferentes patentes otorgadas en diferentes países, con diferentes fechas de vencimiento. Nintendo demandó a Gametech en el 2005 por vender PocketFami, a pesar de la expiración de la patente, pero Nintendo perdió el reclamo. Sin embargo, los fabricantes de famiclones que incorporan juegos protegidos por derechos de autor en la unidad aún pueden estar sujetos a responsabilidad legal sobre esa base, debido a que los derechos de autor tienen plazos mucho más largos que las patentes (en muchos de los países, las obras creativas, como los juegos, andan autoprotegidas por derechos de autor por muchas décadas, y a veces hasta a 95 años después de su creación).
Mientras se siguen encontrando los famiclones de estilo antiguo, el mercado recientemente legitimado ha visto varios clones que anuncian abiertamente el soporte para los juegos originales de Famicom o NES (o a veces, ambos), una característica que generalmente no publicitan los clones anteriores, que a menudo se comercializaron como baratos, regalos en lugar de sistemas compatibles con Famicom. Ejemplos de estos nuevos esfuerzos incluyen Generation NEX, que se asemeja a una versión plana de la NES original y admite juegos de NES y Famicom, Neo-Fami de Gametech (también lanzado en versiones compatibles con Famicom y NES como la "Consola de juegos FC" de Yobo Gameware), y la portátil PocketFami, una sucesora más ambiciosa, aunque todavía ligeramente defectuosa, de las antiguas TopGuy, GameAxe y Game Theory Admiral. Sin embargo, estos clones más legítimos todavía se basan en la misma arquitectura NES-on-a-chip que los sistemas más antiguos y, como tales, todavía sufren muchos de los mismos problemas de compatibilidad.

### Generation NEX

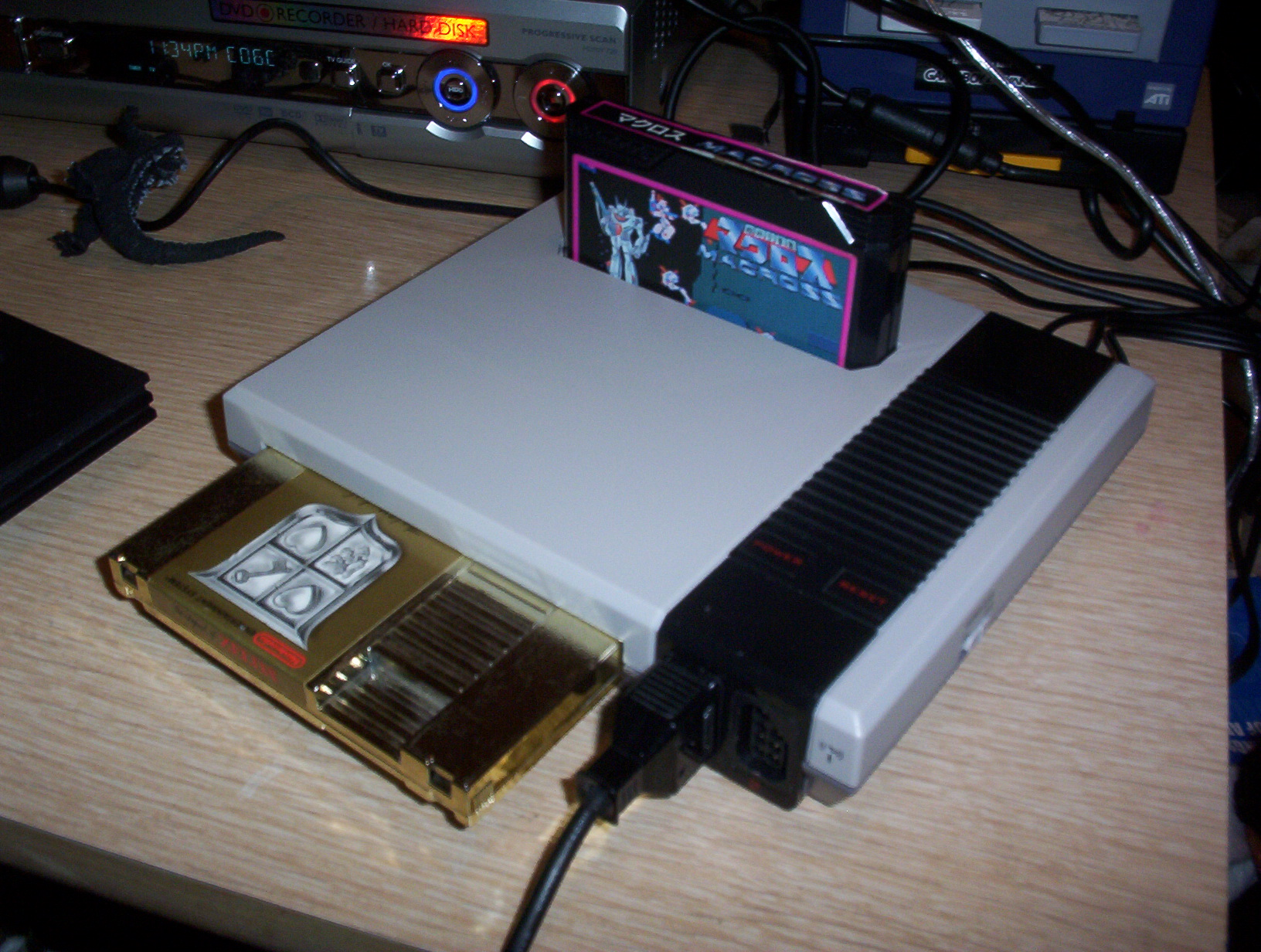
Generation NEX, con un juego de NES equipada en el frente y un juego Famicom equipado en el lado superior.

Generation NEX es un clon de hardware de Nintendo lanzado en el 2005. Es compatible con los cartuchos japoneses Famicom y NES norteamericanos/europeos. Se usa una ranura de carga frontal para los juegos de NES, como la consola original, mientras que una ranura de carga superior usa los juegos de Famicom. Messiah Entertainment Inc., una empresa con sede en Los Ángeles, anunció la Generación NEX en mayo del 2005. La consola se mostró en la Feria de Gaming Clásico en agosto del mismo año y su lanzamiento estuvo programado para septiembre del 2005. Es una versión más delgada de la original, NES, que mide una pulgada y media de altura. Utiliza un circuito integrado de diseño personalizado basado en NES-on-a-chip, que es utilizado por muchas de las consolas clon de Nintendo. El NEX es compatible con aproximadamente el 95% de los juegos de NES, excluyendo juegos como Castlevania III: Dracula's Curse. La consola incluye capacidades de sonido estéreo para homebrew.
Se vendió al por menor por 59.99 dólares. e incluía un controlador con cable. También se produjeron controladores inalámbricos de 2,4 GHz y se vendieron en juegos de dos a un costo de 50 dólares por juego. Los controladores con cable e inalámbricos se rediseñaron a partir del NES controller, con una apariencia más similar al SNES controller. La consola incluye puertos de controlador que permiten al usuario enchufar y usar controladores NES originales en su lugar, y los controladores NEX inalámbricos también son compatibles con el NES original. El NEX también es compatible con todos los demás accesorios NES, como la pistola Zapper gun. Messiah también produjo un controlador arcade stick inalámbrico
Inicialmente, este famiclón recibió una recepción negativa de las reseñas de los usuarios y algunos sitios web de juegos. Se presentaron quejas sobre la compatibilidad de la consola con los juegos de NES/Famicom, que en algunos casos mostraban problemas gráficos y de audio cuando se jugaban en la NEX. A los críticos tampoco les gustaron los botones suaves y blandos de los controladores rediseñados. El importador de NEX, Lik Sang, canceló sus pedidos anticipados en noviembre del 2005 luego de la mala recepción de la consola. Los revisores de IGN dieron una revisión positiva. Consideraron que la consola fue una versión mejorada de la NES original, y escribieron que la nueva contraparte no presentó ningún problema gráfico notable. Christopher Grant de Engadget criticó la revisión de IGN y señaló que no abordó los problemas de compatibilidad planteados en otras revisiones. Grant escribió: "IGN dedica la mayor parte de la revisión a la bonita presentación, el buen diseño y los controladores inalámbricos, pasando por alto la compatibilidad. No lo saben: son los juegos, estúpido".
Shane Hirschman de CraveOnline revisó la consola un año después de su lanzamiento y también la consideró una mejora con respecto a la NES original: "Dado el precio económico, la alta calidad y el juego eficaz de Generation NEX, los jugadores de todo tipo estarán encantados de ver que la NES está de vuelta y mejor que nunca". Ben Kuchera de Ars Technica también revisó la consola un año después de su lanzamiento y dio una opinión mixta. Kuchera encontró pocos problemas con los gráficos y el audio, pero también consideró que el precio de 60 dólares de la consola fue muy alto. Kuchera prefería la sensación de los controladores NES originales y también consideró que los controladores inalámbricos eran demasiado caros. Posteriormente, Kuchera escribió que Generation NEX "enturbia tanto la imagen" que "te estás perjudicando a tí mismo al jugar juegos tan comprometidos".

## NOAC-NES on a Chip

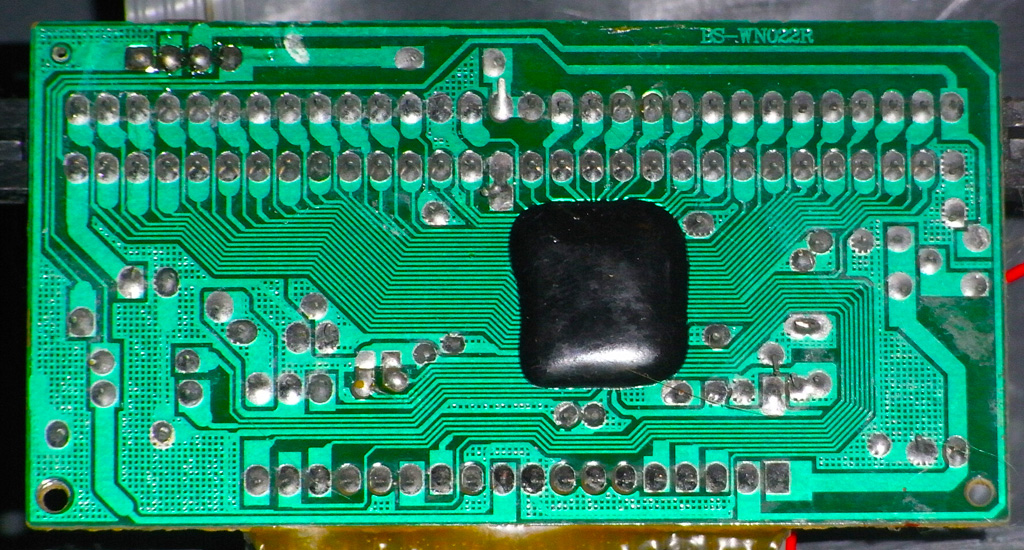
Un NES On A Chip de un "Mega Arcade Action"

Las primeras producciones de famiclones fueron de mejor calidad usualmente porque tuvieron la placa madre completa con los chips DIP clonados de la NES/Famicom original adentro. A principios de los 90, apareció una nueva tecnología llamada NOAC-NES On A Chip que permitió reducir la placa base de la consola a un pequeño chip de tan sólo unos milímetros de lado; esto provocó un boom en la producción de los famiclones. Su estética ya no estuvo regida por la placa que deberían contener, lo que dio lugar a las consolas más raras jamás producidas; por otro lado, el precio de producción fue tan disminuido que cientos de pequeños fabricantes presentaron sus modelos.

## Compatibilidad

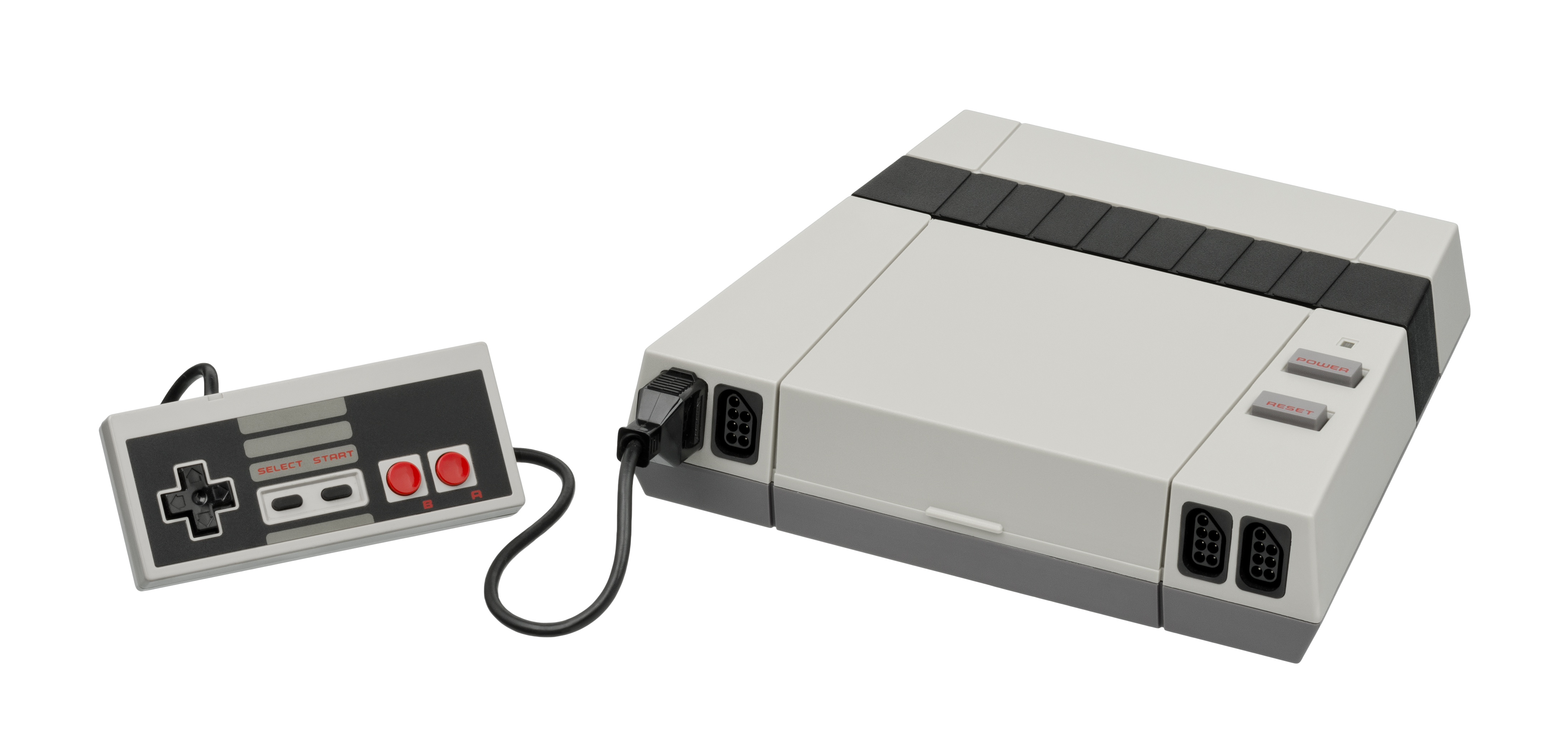
RetroUSB AVS utiliza emulación de hardware basada en FPGA, logrando un alto grado de compatibilidad

Mientras la mayoría de los famiclones ejecutarán la mayoría del software con licencia original de Nintendo y funcionarán con la mayoría de los cartuchos originales (siendo aún más versátiles que un NES original debido a la falta de chips de bloqueo regionales y, a veces, tienen una compatibilidad de cartucho dual de 60 pines y 72 pines), el grado de compatibilidad del hardware con los accesorios originales de NES y otros equipos de hardware puede variar, e incluso la compatibilidad del nivel de software no siempre es perfecta.
La incompatibilidad más común a nivel de software en los juegos incorporados que algunos tienen es la falta de RAM para guardar partidas, lo que hace que los pocos juegos que la usan fallen al intentar guardar o cargar datos.
Dado que la mayor parte de los Famiclones modernos se basan en el ASIC NES-on-a-chip, automáticamente heredan todas sus limitaciones, que incluyen fallas gráficas y problemas de compatibilidad.

A nivel de hardware, la incompatibilidad más habitual es la falta, en algunas famiclones, del puerto de expansión de la Famicom original (aunque siempre está presente, al menos a nivel lógico, y en algunos clones está cableado internamente; por ejemplo, en ordenadores). tipo famiclones, está conectado al teclado incorporado, incluso si no es accesible desde el exterior).

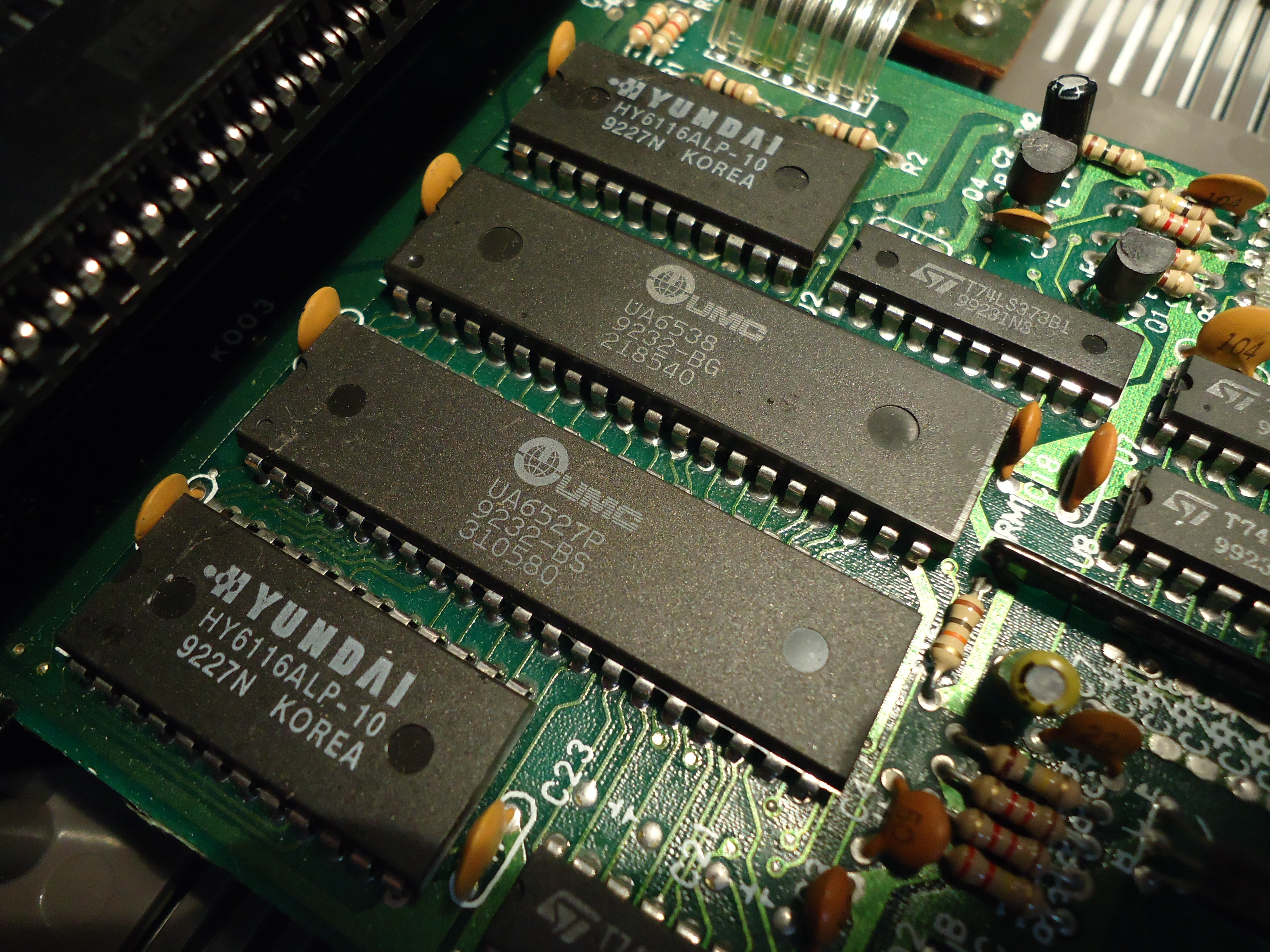
Placa de un famiclón de primera generación con chips DIP

Algunos famiclones también usan conectores estándar Atari de 9 pines o incluso de 15 pines joypad en lugar de los conectores NES patentados, y sus controladores generalmente ofrecen toda la funcionalidad de un controlador NES estándar y a veces características como "cámara lenta" o varios disparos automáticos. botones con diferentes velocidades, que no están presentes en los joypads estándares de NES. A pesar de ser físicamente idéntico a ese de Atari de 9 pines, el protocolo es diferente: Atari usa un protocolo paralelo donde cada cable lleva el estado de un solo botón, y los famiclones usan el mismo protocolo serial basado en 4021 que usó el NES original. La conexión de controladores estándar a ellos puede provocar un mal funcionamiento o daños en el controlador o en el mismo famiclone.
Por último, como muchas consolas modernas y otros dispositivos destinados a conectarse a un televisor, muchos modelos modernos carecen de un modulador de RF y, en cambio, solo tienen salidas de audio y video compuesto separadas (a veces S-Video), también para cortar el (ya bajo) costos de producción.
Algunos fabricantes han agregado nuevas funciones compatibles con versiones anteriores a sus NOAC ASIC, lo que permite a los desarrolladores agregar nuevas funciones tales como un procesador mejorado (compatible con 65C816), mejores gráficos, sonido estéreo (al agregar otra unidad de audio), audio PCM y un bus (OneBus) que permite a los fabricantes usar una sola ROM para almacenar juegos en lugar de ambas (una para el programa y otra para los gráficos) que usaron la NES original y la Famicom.

## Los fabricantes
Los famiclones en un principio, siempre fueron ilegítimos, dado que el diseño del Famicom estuvo patentado por Nintendo. Por ende (excepto en casos excepcionales como el de Sharp), los fabricantes siempre fueron empresas pequeñas, ubicadas generalmente en Asia, que produjeron para vender en países donde la gente no siempre poseyó los recursos para comprar una consola de videojuegos original.

## Los diseños
Existe toda una gama de diseños de famiclones, no existe nada que impida cambiar la forma de las carcasas desde que están en su mayoría ahuecadas a excepción de una placa de 2 o 3 centímetros de lado y la ranura de cartuchos. De cualquier manera hubo un estándar de diseños que cambia con la época hasta la actualidad.
- Primera generación ~ Clones: Como lo dice el nombre, estos han lucido como el Famicom original, tenían preinstalados juegos en memoria y funcionaron los cartuchos originales de la NES.
- Estilo Sega Mega Drive y Super Nintendo: Al salir estas dos consolas, inmediatamente aparecieron muchos clones copiando el diseño de éstas por razones estéticas. Muchas veces los controles trajeron funciones de Turbo o un botón A+B para aprovechar los botones extra de los nuevos controles.
- PolyStation: Las más frecuentes en el momento. Al popularizarse la PlayStation, la producción de famiclones estuvo en su cumbre, así que no es de extrañar la cantidad de PolyStations que aparecieron. Todos tienen la forma de la PlayStation o de la PSOne, y el control de estos clones (similar al de la consola en cuestión) quedó como un estándar en este mercado.
- Nuevas generaciones: Hace unos pocos años Nintendo perdió un juicio que involucró la licencia del Famicom, en el que se declaró como legal la producción de famiclones. Esto generó a empresas como Magistr de Rusia y GLK de China establecerse para vender consolas mayoritariamente en países del Tercer mundo, así como también se vieron nuevos horizontes para la consola ya retirada del mercado. Los juegos de NES comenzaron a ser incorporados en forma de CD de juegos en reproductores de DVD y VCD, así como también se comenzaron a producir consolas portátiles que tienen juegos incorporados o tienen soporte para cartuchos de Famicom. Por otro lado, los Polystations están adoptando la forma del PlayStation 2, PlayStation 4 y recientemente del Xbox 360. También han aparecido reproductores de video y audio portátiles (reproductores MP3/MP4) imitando al PSP o con diseños propios que funcionan con los juegos de NES, los cuales son subidos por un cable USB de igual manera que la música, las imágenes y los videos.

## Problemas
La mayoría de los «famiclones» se estropean usualmente con facilidad por la mala calidad de construcción del hardware simplificado en un chip.
Algunos modelos tienen problemas para ejecutar los cartuchos que tuvieron chips de mejora o mappers como el Nintendo MMC5, los juegos con estos chips no funcionaron o se mostraron con gráficos o colores incorrectos, haciéndoles que no se jueguen en la consola.
También tienen problemas en el sonido, pues algunas versiones carecieron de algunos ciclos de funcionamiento de las ondas de pulso cuadrado, haciendo que la música o los efectos de sonido del juego se escuchen incorrectamente.

## Clones por región o país

### Argentina y Uruguay
El Family Game fue fabricado por la empresa argentina Electrolab Distribuyeron Super Family Electrolab Ending-Man (basado en el clon de  Ending-Man Terminator) y Electrolab Family Game con distribución oficial de  Supervision. En el apogeo de su popularidad, sus ventas representaron el 95% del mercado de consolas argentino. Todas las versiones usan el formato de cartucho Famicom de 60 pines, con conectores de gamepad DB9.
Otra marca popular de famiclones fue fabricada por Bit Argentina y son Bitgame, Super Bitgame y Video Racer. En 1992, Nintendo ingresó al mercado argentino con H.Briones Argentina S.A. como representante Bit Argentina fue adjudicada como distribuidor oficial con los derechos para seguir vendiendo famiclones.
Otras consolas conocidas son NTD Family Game (distribuida por NTD Electronica Argentina), Son Son, Froggy Family Game (distribuida por BTE Electronics SA), Rasti (distribuida por Rasti SAA), Micro Genius, Family Game y Goodboy (distribuidas por Tec Toy Argentina), Edu Family Game (distribuida  by Videogames EDU S.A), Turbo Game (distribuida por La Roque S.A). y el DynaVision de Dynacom (solo para Uruguay)

### Brasil

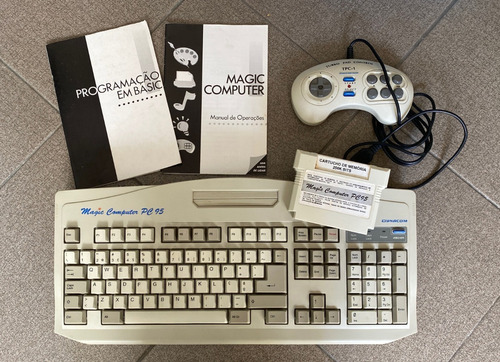
Magic Computer PC-95 fue lanzado en 1995 por Dynacom como un intento de atraer a los jugadores aburridos de la generación de 8 bits.

Desde 1989, las consolas  vendidas en Brasil por compañías locales se fabricaron y lanzaron consolas compatibles con el NES y el Famicom, algunas de las cuales también importaron y vendieron cartuchos, consolas  y proporcionaron soporte técnico para las consolas NES originales . El primer sistema, en 1989, fue el llamado Dynavision 2, fue lanzado en 1989 por Dynacom y usó joysticks similares al Atari 2600  utilizó el formato de cartucho japonés Famicom de 60 pins. El siguiente sistema, Dynavision 3, tenía gamepads similares a los gamepads de Sega Mega Drive y tenía una ranura doble que permitía cartuchos de 60 y 72 pines.  Esto fue seguido a mediados de la década de 1990 por Handyvision, una consola portátil que permitía transmitir video al televisor a través de un transmisor UHF. Otra compañía, Geniecom, produjo un clon de color negro con conectores para auriculares en los gamepads y entrada de código Game Genie. El clon de la NASA era similar al NES original, pero tenía dos ranuras, una de 72 pines en la parte frontal y una de 60 pines en la parte superior. Los fabricantes brasileños también producían cartuchos, pero se encontraron con el problema de tener dos formatos. La empresa Hydron resolvió el problema fabricando cartuchos de dos caras: una de 60 pines y la otra de 72.
En 1990, se lanzó el Top Game, fabricado por CCE; Tuvo una ranura de cartucho doble, lo que permitió ejecutar juegos en el formato de cartucho estadounidense de 72 pines y el japonés de 60 pines. El BitSystem, que también usa el formato de cartucho estadounidense, fue fabricado por la compañía Dismac ya disuelta. El Phantom System fue lanzado en 1991 por Gradiente, y fue el famiclón brasileño más popular; la carcasa de la consola se asemejó mucho al Atari 7800, y sus controladores fueron clones de aquellos del Sega Mega Drive.
En 1993, Nintendo llegaron al Brasil y lanzaron el NES con la ranura estadounidense de cartuchos. Esta versión oficial fue fabricada por Playtronic, joint venture una empresa conjunta entre la compañía de juguetes Estrela y Gradiente.
PolyStation, otro clon popular, fue distribuido a partir del año 2000 por el empresario occidental Ali Ahmad Zaioum, de origen paraguayo-libanés. También posee alrededor de 400 patentes y marcas comerciales supuestamente creadas por él. Sin embargo, fue acusado por la justicia paraguaya de falsificar documentos e información para obtener el registro en el Ministerio de Industria y Comercio de Paraguay.

### Colombia
En Colombia, las consolas llamadas Creation (creación) y Nichi-Man fueron populares. La última consola fue fabricada por Micro Genius.
En el 2019, una compañía desconocida lanzó una copia del Nintendo Switch llamada Nanica Smitch, a pesar del hecho de ser un clon del Nintendo Switch; este en realidad es un emulador de la NES y de la Famicom

### Chile
A pesar de que la NES se empezó a comercializar en Chile desde 1989, las consolas clonicas como la NASA y la Creation (Creación) disfrutaron de cierta popularidad a principios de los 90, siendo que varios de estos Famiclones tuvieron doble ranura para leer ambos cartuchos del NES y el Famicom.
Actualmente, se siguen comercializando distintos Famiclones en tiendas minoristas y en locales persa, principalmente del estilo de PolyStation y clones del NES Mini con juegos preinstalados.

### México
Aunque las consolas originales NES fueron distribuidas y vendidas en México en puntos de venta como tiendas de electrónica, departamentales, supermercados y jugueterías, el comercio informal llenó el nicho de las consolas de videojuegos en sectores populares y de bajos recursos con famiclones, que fueron simplemente apodadas "Family". Las consolas se vendían en locales improvisados en las calles, los cuales también ofrecían cartuchos y accesorios diversos, tales como adaptadores de entre 72-60 pines a fin de utilizar cartuchos de NES en las consolas "family" y de entre 60-72 para insertar cartuchos clónicos de Family Computer en un NES. Los tipos de famiclón vendidos en México durante los 90 se asemejaban al Family Computer japonés, habiendo variantes con carcasa similar a ésa del Super Famicom, con ambos modelos teniendo la misma electrónica interna compatible con cartuchos de 60 pines. Desde finales de los 90 hasta la fecha, se siguen vendiendo en locales callejeros consolas clónicas de tipo NOAC con carcasas diversas, emulando estéticamente sistemas más complejos como el Xbox y el PlayStation, e incluso laptops, las cuales se venden como "consolas educativas".

### Yugoslavia
Varias de esas consolas se vendieron a principios de los 90 en las repúblicas yugoslavas de aquellos tiempos y en muchas de ellas, incluso se pueden encontrar actualmente en las tiendas adueñadas por comerciantes chinos. Las más populares fueron las parecidas al Sega Mega Drive, en especial el que se llamó Terminator.

### India
En la India, varios clones de NES hicieron su aparición en tiendas, como Little Master y Wiz Kid, fabricados por Media Entertainment System. Samurai India, ahora distribuidor exclusivo del Wii en la India, recibió licencia para vender la NES bajo la marca Samurái en 1987 a raíz de la economía cerrada de la India durante los 80.

### Polonia
En Polonia, el famiclón más popular es el Pegaso. Es una consola NTSC con modo PAL forzado la cual utiliza cartuchos Famicom y que se vendió en Conjuntos de acción y estuvo disponible en ambos mercados callejeros y tiendas de electrónica más grandes, e incluso se publicitó en televisión. La pistola ligera incluida con el "Juego de acción Pegasus" se parece al Zapper. Los joypads Pegasus, junto con los botones que encontrados en el controlador original de Famicom, también tienen un par de botones Turbo. Hay tres modelos de Pegasus: el MT777DX, el LQ-502 y el SP-60. Otro Famiclón popular y el más frecuente en Polonia es el BS-500AS, apodado Terminator. Así como el Pegasus, usa cartuchos Famicom y anda diseñado para parecerse al Sega Mega Drive. El BS-500 AS todavía se puede comprar actualmente en jugueterías menores y en mercados callejeros (que fueron la principal fuente de cartuchos, en primer lugar) junto con algunos de otros de ellos, como el Gold Leopard King o el Polystation.

### Rumania
En Rumania, se pudieron encontrar varios clones de NES en jugueterías con nombres comerciales como Polystation, Terminator o variantes de consolas compatibles con teclado BASIC de BASIC, y se enviaron con juegos como 999999 en 1 que consistieron en cerca de 6 juegos en un cartucho y el resto fueron niveles diferentes de los mismos. Los juegos y las series consistieron principalmente en Super Mario, Bomberman, Lunar Pool, Double Dragon III: Las Piedras Sagradas, Star Soldier, Contra (donde las 6 protagonistas de Dokidoki Pretty Cure y Smile Pretty Cure reemplazan a Bill Rizer y Lance Bean, respectivamente, en sus tres versiones (Edición Roja: Aguri Madoka y Regina / Akane Hino y Reika Aoki, Edición Verde: Alice Yotsuba y Mana Aida / Ayumi Sakagami y Miyuki Hoshizora, y Edición Azul: Makoto Kenzaki y Rikka Hishikawa / Nao Midorikawa y Yayoi Kise) (Nagisa Misumi y Honoka Yukishiro, y ambas protagonistas de Maho Girls Pretty Cure les sustituyen en Super Contra, y al igual que las Fresh Pretty Cure y las Pretty Cure SplashStar, las Go Princess, HappinessCharge, Heartcatch, Star Twinkle, y Suite Pretty Cure les sustituyen en Contra Force)), Ninja Ryukenden 3 y Adventure Island.

### Rusia

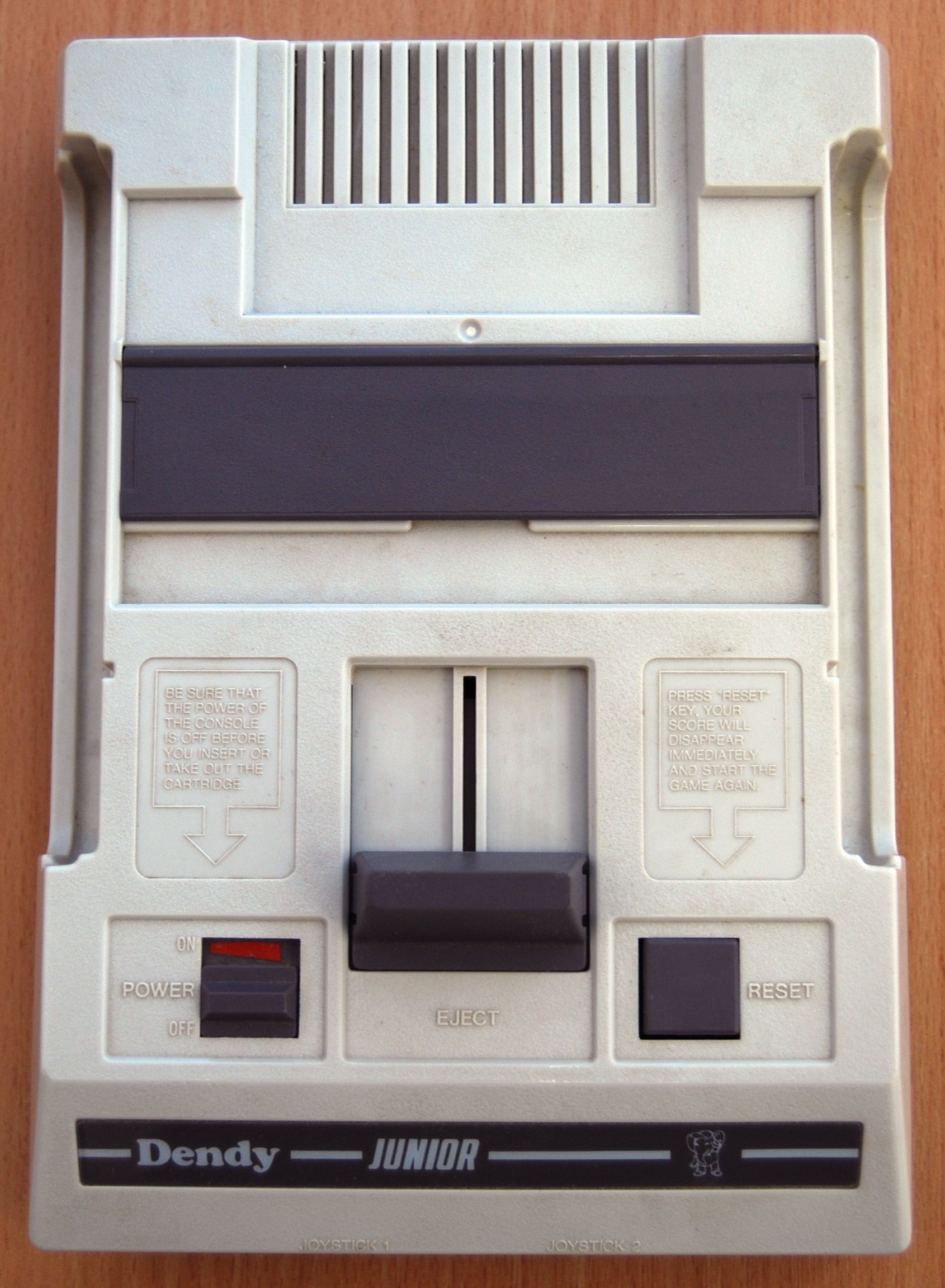
Dendy Junior

El Dendy (ruso: Денди) fue un clon de hardware del Nintendo Entertainment System (NES) popular en Rusia. Es una consola NTSC con modo PAL forzado, como Pegasus. Fue lanzado a principios de los 90 por Steepler. Dado que nunca se lanzó en la Unión Soviética, ninguna versión con licencia oficial de la NES, la Dendy fue fácilmente la más popular de su época en este entorno, y disfrutó de un grado de fama aproximadamente equivalente al experimentado por la NES/Famicom en los Estados Unidos. América y Japón. Los negocios han sido totalmente exitosos que la compañía generó su propio programa de televisión sobre Dendy en la televisión rusa, y creó tiendas en toda la capital rusa (Moscú) y San Petersburgo, anunciando y vendiendo la consola y la mayoría sus cartuchos. Además, una caricatura sobre el Elefante Dendy, el personaje en el logotipo de la consola, ha sido filmada pero no terminada.

### Sudáfrica
En Sudáfrica, los clones, conocidos como Juegos de Televisión, todavía están ampliamente disponibles. Un clon popular disponible a principios de los 90 fue la China Dorada; mientras que otro era Reggie's Entertainment System, que lleva el nombre de la cadena de tiendas de juguetes que lo vendió; el clon más reciente fue TeleGamestation. Los más antiguos se vieron como la Famicom, pero los modelos más actuales se parecieron a la PlayStation, así como a los controladores, pero con los cartuchos ingresados desde la parte superior. También se lanzó una versión de mini torres con teclado y monitor en blanco y negro para incluir software educativo. Tienen cartuchos de aproximadamente la mitad del tamaño de los juegos originales de Nintendo Entertainment System, y aunque muchos de los juegos fueron descifrados desde allí, algunos también fueron tomados del Master System. La caja anuncia gráficos deslumbrantes y el monitor en la caja presenta un juego de fútbol moderno. Los juegos se podían comprar en todas las cadenas de tiendas legítmamente, o los juegos sin licencia (principalmente de China) se pudieron comprar en el mercado o en algunas tiendas. La mayoría de los cartuchos fueron conjuntos múltiples o muchos juegos dentro de un cartucho. En algunos casos, los juegos han eliminado sus nombres oficiales de Nintendo o Sega, y en algunos casos, el nombre original del juego (por ejemplo, el Dr. Mario pasó a llamarse Hospital médico). Más tarde, en el 2002, se lanza la TeleGamestation II (de 16 bits), y los juegos fueron tomados de la Sega Mega Drive/Genesis. Se tomaron medidas legítimas contra Golden China por Nintendo para importar juegos copiados en el 1995; sin embargo, ahora que estos clones han estado en Sudáfrica por muchos años y están fácilmente disponibles en tiendas acreditadas, esta acción pareciera haber tenido poco impacto, y Nintendo y Sega parecieran haber mostrado poca consideración por las infracciones en Sudáfrica.

### Sudeste asiático
En el sudeste asiático, el Micro Genius se vendió como una alternativa al Famicom. Se originó en Taiwán en los 90 y utiliza cartuchos de 60 pines, muchos de ellos que son multi cartuchos. El Micro Genius tuvo algunos juegos originales, incluidos Chinese Chess y Thunder Warrior
En el sudeste de Asia, se vendió como una alternativa al Famicom. Se originó en los 90 y utiliza cartuchos de 60 pines, la mayoría de los cuales son multicarts. El Micro Genius tuvo algunos juegos originales, incluidos Chinese Chess y Thunder Warrior.

### España
En España, la NES en su versión PAL se comenzó a vender oficialmente desde 1988, y casi a la par aparecieron las primeras clónicas. La NASA (modelo NS-90AP) o la Creation (que casi son lo mismo, siendo el nombre de la consola impreso en el frente la única diferencia) fueron de las más comunes. Compatibles con juegos oficiales de NES y también con juegos copiados y piratas. Esto se debe al hecho de que tienen un conector de 72 pines, aunque no tienen un zero insertion force como el NES original y carece de un chip de 10NES.
Originalmente, usaron el mismo chipset que el Dendy ruso, fabricado por United Microelectronics Corporation, pero los fabricantes usaron los NOAC ASIC con posterioridad.
Hubo muchas otras variedades de clónicas con distintos nombres como Nippondo, MX Onda, Mastergames (con selector de 60 y 72 pines), etc. a principio de los 90, y mucho más tarde se podían encontrar otras bajo el nombre de Polystation, Rey del Leopardo, etc. a finales de los 90 y principios del año 2000.

### Ucrania
Uno de los clones más conocidos en este país es Dendy. También había otras marcas como Kenga que estaban muy extendidas en Ucrania. ¡Kenga incluso tenía un programa de televisión llamado Kenga Predstavlyaet!
Dentro de la región de Donetsk, la empresa Atlantida vendió un competidor de Dendy, la consola de juegos Jippy, que era un clon de Ending Man. La consola también usó una mascota similar a Dendy, un hipopótamo vestido de manera similar llamado Jippy. Tenía tomas de auriculares e interruptores para activar la "turbo-pausa". Según diversas estimaciones, se vendieron 15.000 copias, incluidas 5.000 en Moscú, Rusia. Se produjo un programa de televisión Jippy Club en la estación de televisión local de Donetsk. El proyecto se cerró en 1994.
En 1994, Steepler, productor de Dendy, llegó a un acuerdo con Nintendo para vender consolas en todos los estados postsoviéticos, y renunció a su derecho a las ventas de Dendy lo que significa que Nintendo no emprendió acciones legales contra famiclones.

### Reino Unido
los famiclones en el Reino Unido no eran populares y solo algunos como Scorpion 8, vendido por Interactive Enterprises, llegaron aquí.

### Venezuela
Alrededor de finales de los 80 y principios de los 90, una empresa usurpó el nombre de Nintendo en Venezuela para fundar Nintendo de Venezuela C.A. comenzó a vender famiclones y juegos piratas con empaques que imitaban a los originales y usaban sello y el logotipo de Nintendo, para que parecieran hardware oficial  Nintendo, las cajas las tradujeron al español, tenían tarjetas de garantía, Instrucciones y pegatinas para que todo se vea profesional y oficial. los productos originales de Nintendo fueron vendidos por Itochu Venezuela S.A de finales de la década de 1980 y se refería como "Nintendo El Original" para diferenciar la original de Famiclones Nintendo llego oficialmente  a vender sus productos desde principios de los 90, presentado una demanda que duro varios años entre disputas legales, Nintendo presentó una demanda contra la compañía en julio de 1995, que se dictaminó a su favor en 1999 y Nintendo C.A estaba obligado a pagar daños y destruir todas las copias que quedaban en los almacenes.

## Lista de productos Famiclón

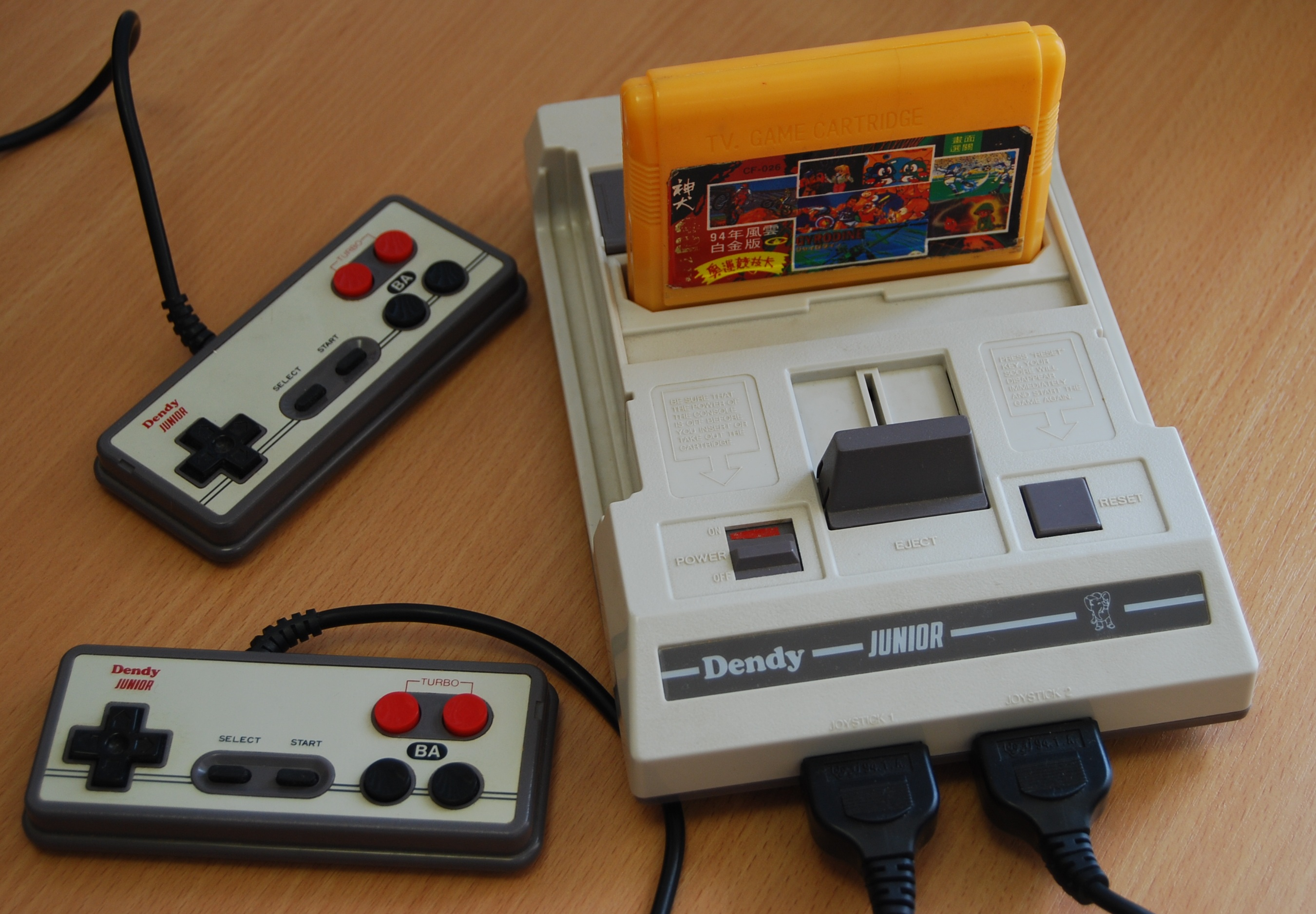
Dendy, la famiclón rusa

Entre otros, en esta lista se localizan los siguientes famiclones: algunos tienen artículos propio porque tienen historia de fondo
- ABC 999
- AB Standard 8 bit

- Analogue Nt
- Analogue Nt Mini

- Action+Super 6
- Advance Bright TV Arcade
- Advance Boy
- Alien Megadrive 2
- Alien 16 bits
- Ashi VCD
- Arcade Action
- Argevision
- Batman
- Beta 5
- BitSystem (fabricada en el Brasil por Dismac)
- Brightech FCCP03
- Brighton
- Brick Game
- CherryBomb 2
- Combook
- Compu Kid
- Compu Kid 2
- Computer & Game LT-906
- Computer Game
- Cosmos
- Cool Boy
- CrazyBoy Gaming System
- Creation (Disponible en Chile, España, Pakistán y en la India (fabricados en China))
- Dance Station
- Dendy
- Double Dragon
- Dr. Boy
- Dynavision (Disponible en Brasil y Uruguay)
- Electrolab
- Elevator Action
- Ending Man JJ-80-50
- Entertainment Computer System
- Extra TV* Opera AV Station
- Extreme Box
- Fancy Game
- Family FR Series
- Family Boy
- Family Game (Hecha en Sudamérica)
- Family Game Selection Det
- Famicom Titler
- FC Twin Video Game System
- Fengali Game Station AV 620
- Flashback
- Funstation
- Gamespower 50
- Game Player
- Gamars
- Gamax
- Game Axe
- Game Corner Funmachine
- Game Stick
- Gamestation
- Game Theory Admiral
- Generation NEX
- Geniecom
- Gold Leopard King
- Good Boy
- GS4 Pro
- GS5
- GunBoy
- Handy FamiEight
- Handyvision (fabricada en el Brasil por Dynacom)
- Happytime Pumpkin Computer
- Hi-Top Game
- King Game III
- Kenga (Rusia, década de 1990)
- Little Master (India, década de 1990)
- Mastergames Ending Man
- Mastergames Mega Power II
- Max Play
- Mega Kid MK-1000
- Megatronix Console Compatta
- Megaplay
- Mega Power
- Mega Power II
- Mega Volante
- Mega Joy (I y II)
- Megason
- Micro Genius
- Mark X Super Action set
- Millennium Arcade 3D
- MiWi 1, 2 y 3
- M3 Pocket
- Mega Arcade Action 2
- NASA Entertainment Computer System

- N-Joypad

- Neo-Fami
- NES Video Game System
- Newtendo Super Famcom
- Nippon'do (Nipondo)
- Nikita
- Nevir
- OneStation
- PCP
- Pegasus IQ-502 (popular en Polonia)
- Phantom System (hecha en el Brasil por Gradiente)
- Play Power (I y II)
- PlayerStation
- PMP Station light 6000
- PS-Kid
- Pocket Famicom
- Consolas Polystation
- Prima*
- Consolas Prodis
- Consolas Power Player Super Joy III
- Power Joy
- PVP Station light 3000
- Quasar Neon Boy
- Rambo TV Game USA (Disponible en México, supuestamente certificada por NOM / NYCE))
- Red Star Polystation
- Red Star Super Smart Genius
- Retro-Bit RetroPort (Accesorio (cartucho) para SNES que permite ejecutar los videojuegos de NES/Famicom. Contiene un NOAC adentro)
- RetroBoy
- Retrocon
- RetronN
- Retro NES
- Retro Duo
- Ringo
- Rumble Station
- Samurai 2000 Fun Grizzler
- Samurai Micro Genius
- Selection SZ-100
- Sinostar V Racing Station
- Slim 2
- Smart Computer Pro
- Soccer 98
- Soccer Station
- Songa
- Spica
- Star Trek
- Super 8
- Super 8-Bit
- Super Action Set
- Super Com 72
- Super Magic Star
- Super Joy Fun Stick Player Mech Game Player Game
- Supermax Power Joy
- Super UFO LP-6000
- Super TV Game Actchengam
- SY-888A
- Tenindo Entertainment System
- TeleGameStation
- Consolas ''Terminator''
- Top Game – modelos VG-8000 y VG-9000 (doble ranura), Hecha en el Brasil por CCE
- Tristar 64
- Turbo Game – Hecha en el Brasil por CCE
- TV Entertainment game
- UFO A500 2
- Ultra 8-bit
- Venturer Super Start All-in-One
- VG Pocket Max
- Video Vs. Maxx
- Virtual Player
- Winner
- WizKid (fabricado en la India, 90s)
- XGame One
- Yobo FC Game Console
- Yess (encontrada en España)
- Z-First Super action set
- Zhiliton (hecha en la Unión Soviética)
- Zhong Tian 3